# Municipio de Bolton (Carolina del Norte)
El municipio de Bolton (en inglés: Bolton Township) es un municipio ubicado en el  condado de Columbus en el estado estadounidense de Carolina del Norte. En el año 2010 tenía una población de 1.611 habitantes.

## Geografía
El municipio de Bolton se encuentra ubicado en las coordenadas 34°17′47.61″N 78°24′15.02″O / 34.2965583, -78.4041722.